# ستيفاني
ستيفاني (الكورية: 스테파니) هي مغنية وممثلة كورية جنوبية، ولدت في 16 أكتوبر 1987 في سان دييغو في الولايات المتحدة.

## وصلات خارجية
- ستيفاني على موقع ميوزك برينز (الإنجليزية)
- ستيفاني على موقع ميوزك برينز (الإنجليزية)
- ستيفاني على موقع ديسكوغز (الإنجليزية)